# 克里斯特爾貝 (內華達州)
克里斯特爾貝（英語：Crystal Bay）是位於美國內華達州瓦肖縣的普查規定居民點。

## 歷史
克里斯特爾貝的郵局自1937年營運至今。

## 人口
根據2020年美國人口普查的數據，克里斯特爾貝的面積為2.02平方千米，當中陸地面積為1.17平方千米，而水域面積為0.85平方千米。當地共有人口337人，而人口密度為每平方千米166.83人。